# 若林区
若林区（わかばやしく）は、仙台市を構成する5行政区のうちのひとつ。面積、人口ともに同市の行政区のうちで最小（最少）である。

## 地理

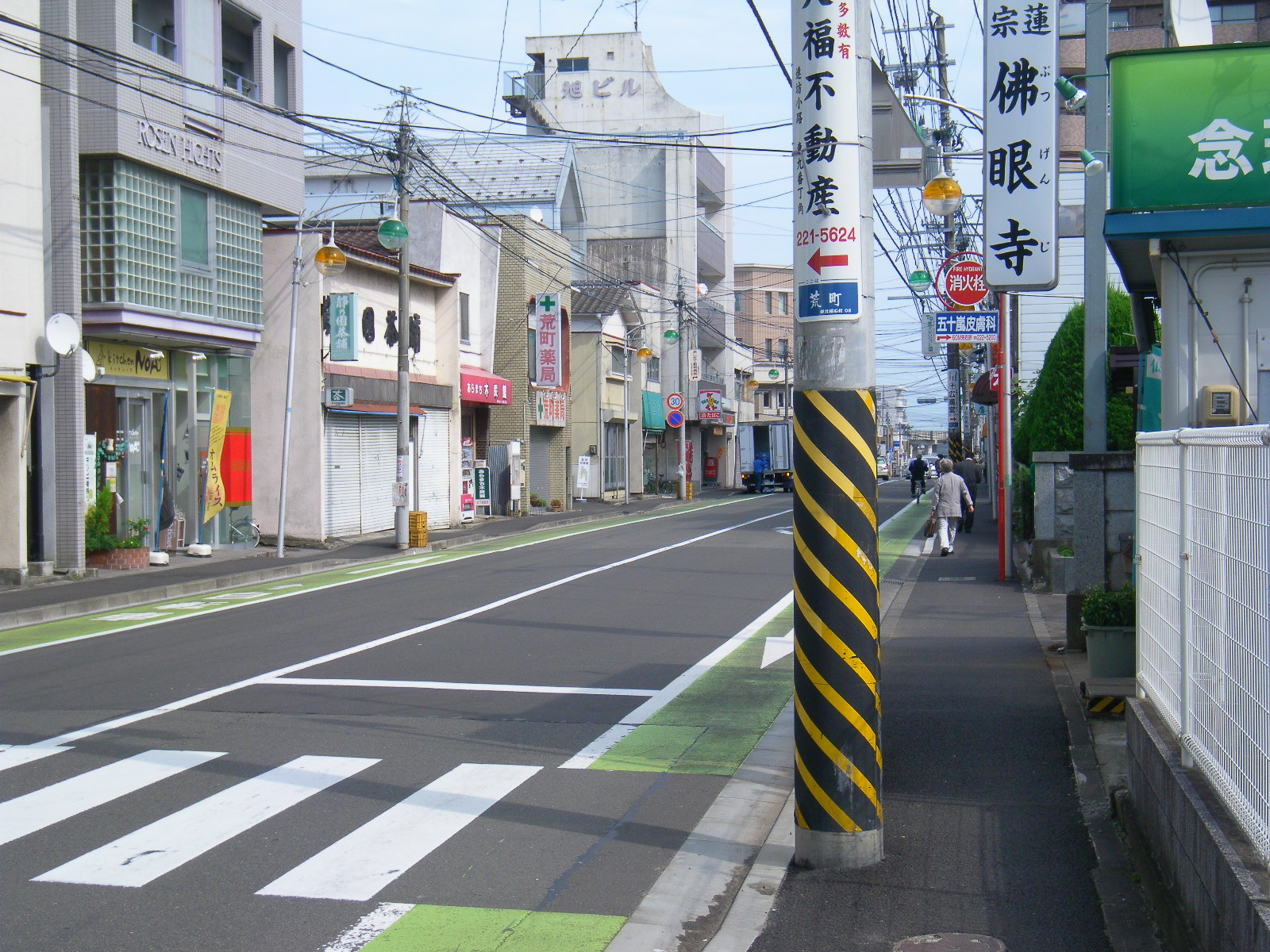
荒町の街並み。

仙台市の南東部に位置する。広瀬川と名取川を西南の境とし、東は仙台湾に面する。北は宮城野区、西は青葉区と接する。
全体的に低平な土地である。区の中心部を国道4号仙台バイパスが縦断しており、仙台バイパス付近より西側は住宅地、東側は水田地帯となっていたが、仙台市地下鉄東西線開業以降は荒井や六丁の目など東側の沿線地域でも生活環境の整備が進んでいる。
太平洋に面する地域は東日本大震災で甚大な津波被害を受けたが、農地の大区画化、津波避難施設や海岸公園、東部復興道路などの整備が行われ、集団移転跡地の利活用なども進んでいる。

### 河川・水路
- 名取川
- 広瀬川
- 北貞山運河

- 井土浦川

- 南貞山運河

- 七郷堀
- 六郷堀

### 湖沼
- 大沼
- 南長沼
- 井土浦

## 歴史

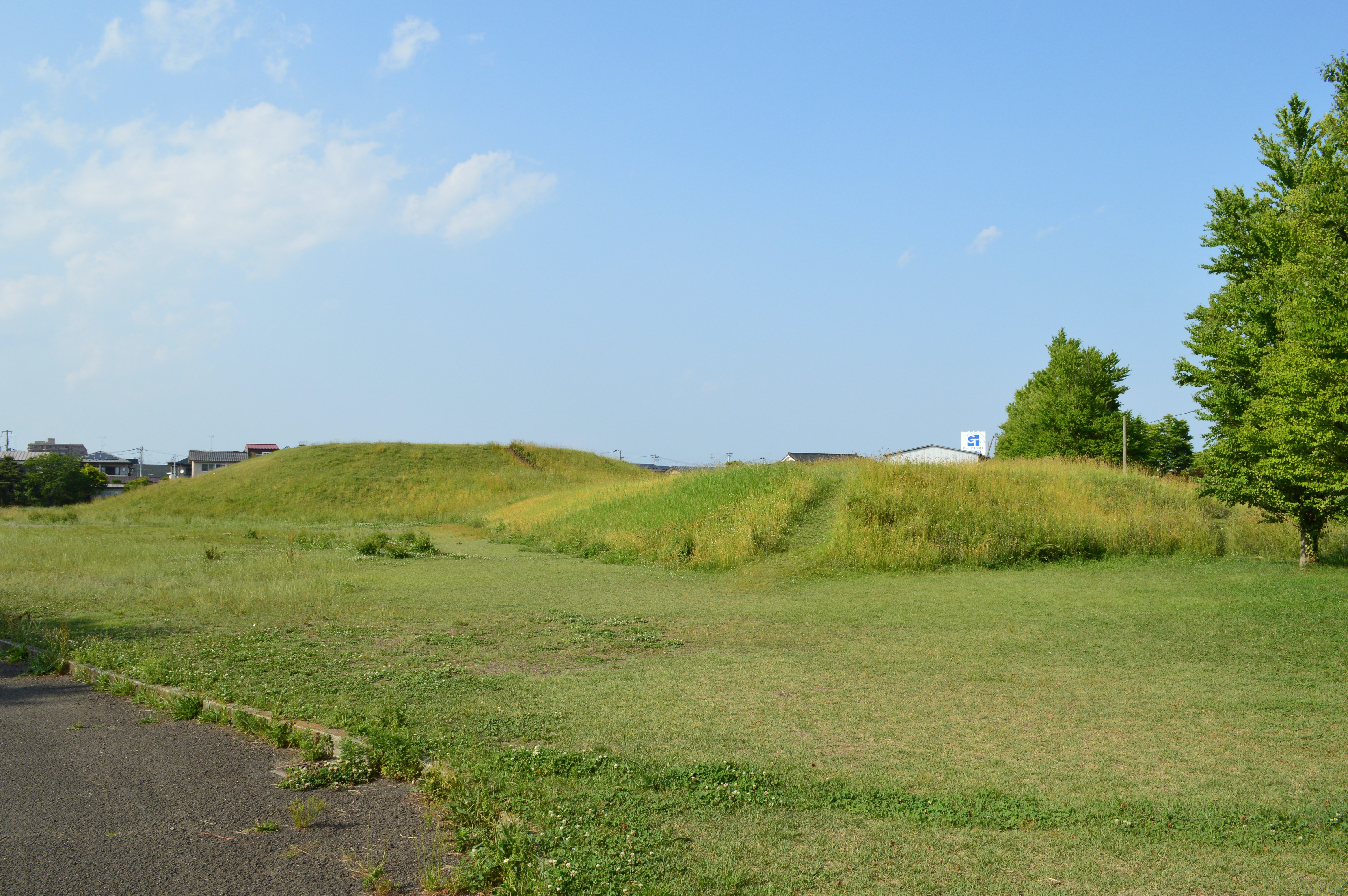
遠見塚古墳。

1989年に若林区が誕生するまで、現在の若林区の区域が一つのまとまりとされたことはなかった。区の西端は江戸時代から城下町仙台の一部で、それより東は近郊の農村であった。1989年4月1日に仙台市が政令指定都市移行移行した際に、市の南東部を一個の区として設けたのが若林区である。
区名の「若林」は、伊達政宗が造営した若林城（現：宮城刑務所）に由来する。区名公募の1位は東区、2位は南区、3位は広瀬区で、若林区は4位であった。区名には方角や「中央」などの抽象名詞を使用しない方針がとられたため、東区と南区は除外された。広瀬区は他の区の公募でも上位にあり、かつ広瀬川の上流・中流の地域の方が広瀬のイメージにふさわしいという理由で退けられた。
若林区役所（旧養種園）の周辺には、古墳時代に遠見塚古墳、猫塚古墳、法領塚古墳など多くの古墳が造られた。奈良時代には現在の木ノ下地区に陸奥国分寺、陸奥国分尼寺が建立された。中世にはこの辺りから国分氏が興り、今の仙台市域の大部分を支配した。伊達政宗が江戸時代初期に仙台城下町を築いた際、この付近の人々が現在の国分町に移された。区の過半は宮城郡に属していたが、南部は名取郡に属し、室町時代に粟野氏が現在の沖野地区に舘（沖野城）を構築して茂ヶ崎城の出城とした。今泉地区にも須田玄蕃の館（今泉城）があったとされる。太白区の郡山地区などと並び、現在の仙台市中心部よりも古い歴史を持つ地域である。
- 古墳時代 - 遠見塚古墳が築造される。
- 741年 - 陸奥国分寺が建立される。
- 1627年 - 伊達政宗が若林城を築く。
- 1889年 - 仙台市制施行。
- 1900年 - 伊達家が養種園を開設。農業振興に大きな役割を果たす。
- 1989年 - 仙台市の政令指定都市移行に伴い、若林区が誕生。
- 2011年3月11日 - 東北地方太平洋沖地震に伴う大津波により、太平洋に面する荒浜地区を中心に甚大な被害を受ける（東日本大震災）。

## 人口
- 1990年 - 129,436
- 1995年 - 128,942
- 2000年 - 129,717
- 2005年 - 129,942
- 2010年 - 132,306
- 2015年 - 133,498
- 2020年 - 141,531

## 産業
区の東部は水田地帯となっており、稲作が盛んである。区の北部の卸町地区は仙台市の流通拠点であり、仙台市中央卸売市場も同地区内にある。

### 金融機関
卸町や大和町地区には古くから県外金融機関が進出している。また、2015年の仙台市地下鉄東西線開通と前後して、六丁の目や荒井地区において県内外の金融機関の配置転換や新規参入が進んでいる。
- 七十七銀行 - 東卸町・河原町・荒町（兼八木山）・南小泉（兼宮城野）・六丁目・沖野 各支店
- 仙台銀行 - 卸町・東部工場団地・荒井（兼南小泉、沖野） 各支店
- 杜の都信用金庫 - 連坊小路・卸町・六郷・七郷 各支店
- 宮城第一信用金庫 - 若林・保春院前・宮城野 各支店
- 仙南信用金庫 - 愛宕橋支店
- 仙台農業協同組合 - 六郷・七郷 各支店
- 岩手銀行 - 宮城野支店
- 北日本銀行 - 南小泉支店
- きらやか銀行 - 仙台卸町支店
- 山形銀行 - 宮城野（兼荒井）支店

### 本社・本店を置く企業
- 一条工務店宮城
- イデアル
- 植松商会
- NTT東日本-東北
- 鐘崎
- 弘進ゴム
- 斎喜ビル
- 佐々重
- 仙台あおば青果
- センダイガールズプロレスリング
- 仙台シティエフエム（RADIO3）
- ダイト薬品
- つかさ屋
- TTK
- ネッパス
- フィダール（ラーメン堂仙台っ子）
- プレスアート
- Best means
- マークスホールディングス

### 支社・支店・営業所・工場を置く企業
- 加藤美蜂園本舗 東北支店
- パイロットコーポレーション 東北支社
- 大成 仙台営業所
- パラマウントベッド 仙台支店

## 生活

### 警察
- 宮城県警察
  - 若林警察署 - 若林区全域を管轄。
    - 若林中央交番
    - 卸町交番
    - 連坊交番
    - 河原町交番
    - 荒井交番
    - 六郷交番

### 消防
- 仙台市消防局
  - 若林消防署
    - 六郷分署
    - 河原町出張所

  - 荒浜訓練場

### 医療・福祉
- 東北医科薬科大学 若林病院
- 仙台市急患センター
- 仙台市保健所
  - 食品監視センター
  - 若林支所（若林区保健福祉センター）

### 税務
- 仙台国税局
  - 仙台中税務署 - 若林区、青葉区の一部、宮城野区の一部、若林区を管轄。

### 郵便
- 若林郵便局 - 集配局。仙台東郵便局若林分室を併設。

- 仙台東郵便局卸町分室 - ゆうパック専門拠点。ゆうゆう窓口の設置なし。

- 荒井東郵便局
- イオンスタイル仙台卸町内局
- 卸町郵便局
- 仙台荒井郵便局
- 仙台荒町郵便局
- 仙台五橋郵便局
- 仙台今泉郵便局

- 仙台沖野郵便局
- 仙台上飯田郵便局
- 仙台河原町郵便局
- 仙台穀町郵便局
- 仙台新寺郵便局
- 仙台遠見塚郵便局

- 仙台保春院前丁郵便局
- 仙台南小泉郵便局
- 仙台薬師堂郵便局
- 仙台連坊郵便局
- 仙台若林一郵便局
- 仙台東部工場団地簡易郵便局

## 教育

### 大学・短期大学
- 東北学院大学 - 五橋キャンパス
- 仙台青葉学院大学 - 五橋キャンパス
- 仙台青葉学院短期大学 - 五橋キャンパス

### 専修学校
- 仙台医健・スポーツ&こども専門学校
- 仙台こども専門学校
- 仙台歯科技工士専門学校
- 仙台スクールオブミュージック&ダンス専門学校
- 専門学校日本デザイナー芸術学院
- 葵会仙台看護専門学校
- 仙台コミュニケーションアート専門学校

### 高等学校
- 宮城県仙台第一高等学校
- 宮城県仙台二華高等学校（中高一貫）
- 宮城県仙台東高等学校
- 聖ウルスラ学院英智高等学校（中高一貫）
- 聖和学園高等学校 - 薬師堂キャンパス
- クラーク記念国際高等学校 - 仙台キャンパス
- N高等学校・S高等学校・R高等学校 - 仙台新寺通キャンパス

### 中学校
- 宮城県仙台二華中学校（中高一貫）
- 仙台市立八軒中学校
- 仙台市立南小泉中学校
- 仙台市立六郷中学校
- 仙台市立七郷中学校
- 仙台市立蒲町中学校
- 仙台市立沖野中学校
- 聖ウルスラ学院英智中学校（中高一貫）

### 小学校
- 仙台市立荒町小学校
- 仙台市立沖野小学校
- 仙台市立沖野東小学校
- 仙台市立蒲町小学校
- 仙台市立七郷小学校
- 仙台市立遠見塚小学校
- 仙台市立古城小学校
- 仙台市立南小泉小学校

- 仙台市立南材木町小学校
- 仙台市立大和小学校
- 仙台市立連坊小路小学校
- 仙台市立六郷小学校
- 仙台市立若林小学校
- 仙台市立荒井小学校
- 聖ウルスラ学院英智小学校（小中高一貫）

## 交通

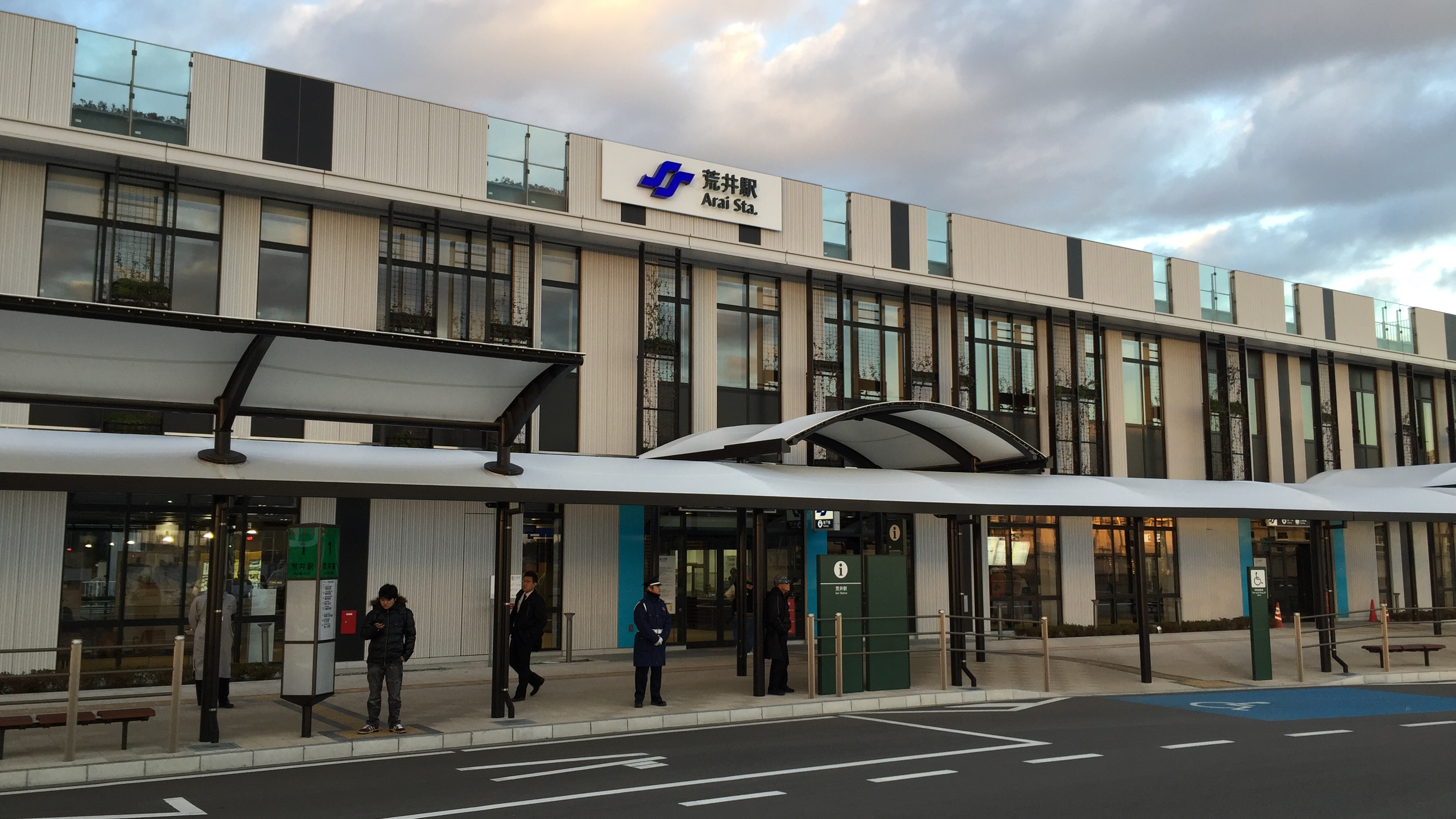
荒井駅の駅舎。

### 鉄道
- 仙台市地下鉄（仙台市交通局）
  - ■ 南北線（ - 愛宕橋駅 - 河原町駅 - ）
  - ■ 東西線（ - 連坊駅 - 薬師堂駅 - 卸町駅 - 六丁の目駅 - 荒井駅 - 荒井車両基地）
- 東日本旅客鉄道（JR東日本） - 区内に駅はない。
  - ■ 東北新幹線
  - ■ 東北本線
- 日本貨物鉄道（JR貨物） - 区内に駅はない。
  - 東北本線支線（宮城野貨物線）

### バス
- 仙台市営バス（仙台市交通局）
  - 霞の目営業所
  - 新寺駐車場
- 宮城交通
- ミヤコーバス

### 道路

#### 高速道路・有料道路
- E6 仙台東部道路（ - 仙台若林JCT - 仙台東IC - ）

- E48 仙台南部道路（ - 仙台若林JCT - 今泉IC - ）

#### 一般国道
- 国道4号
- 国道286号

#### 宮城県道
- 宮城県道10号塩釜亘理線（東部復興道路）
- 宮城県道23号仙台塩釜線（産業道路）
- 宮城県道54号井土長町線
- 宮城県道137号荒浜原町線
- 宮城県道227号仙台亘理自転車道線
- 宮城県道235号荒井荒町線

#### 区内の道路愛称
- 愛宕上杉通
- 新寺通
- 卸町通
- 宮城の萩大通り
- 昭和市電通り
- 薬師高砂堀通り

## 観光・レジャー

### 史跡

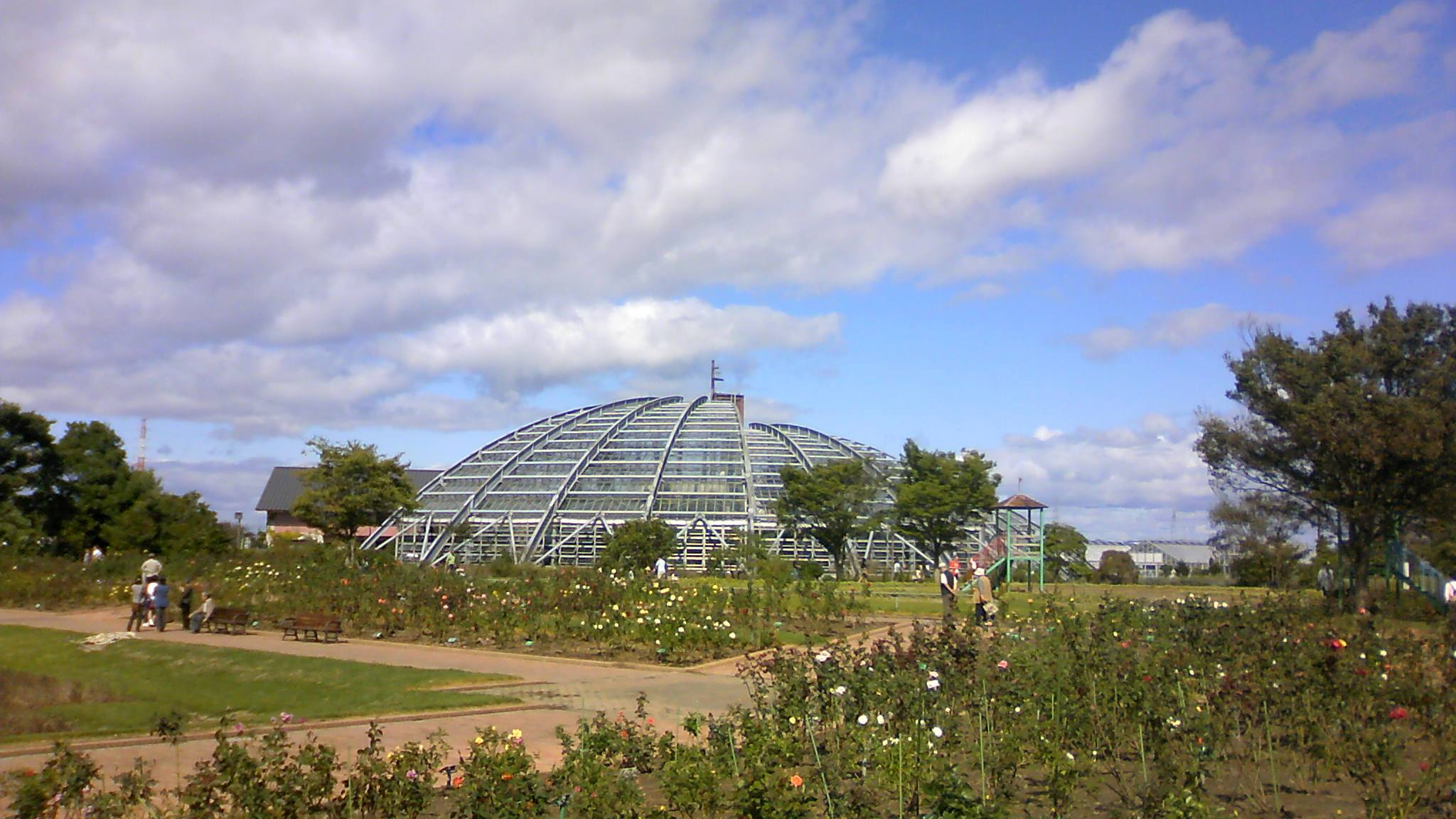
せんだい農業園芸センター みどりの杜

- 若林城

- 陸奥国分寺 薬師堂
- 陸奥国分尼寺
- 保春院
- 遠見塚古墳
- 猫塚古墳

### 公園・レジャー施設
- 海岸公園冒険広場
- 南小泉交通公園
- 広瀬川宮沢緑地
- 深沼海水浴場
- せんだい農業園芸センター みどりの杜
- JRフルーツパークあらはま
- サンピアの湯
- アクアイグニス仙台

### 震災遺構
- 仙台市立荒浜小学校
- せんだい3.11メモリアル交流館

### 商業施設
- 仙台市中央卸売市場
- 仙台場外市場 杜の市場
- イオンスタイル仙台卸町
- クロスモール仙台荒井
- フレスポ六丁の目
- フレスポ六丁の目南町

### 博物館・美術館
- 七夕ミュージアム

### 祭り
- どんと祭
- 仙台七夕まつり（荒町商店街）
- 若林区民ふるさとまつり

## 若林区出身の著名人
- 谷風梶之助（2代） - 大相撲力士、第4代横綱
- 高橋潔 - 教育者、大阪市立聾啞学校長
- 福井文彦 - 作曲家
- 蓑輪単志 - ミュージシャン、元HOUND DOG
- 荒木飛呂彦 - 漫画家、「ジョジョの奇妙な冒険」作者
- 佐々木貴史 - 実業家、りらいぶ代表取締役
- 佐藤太 - 映画監督
- 斎藤隆 - 元プロ野球選手
- ムラタメグミ - 歌手
- 咲嬉 - 女優・タレント
- 梅津晃大 - プロ野球選手、中日ドラゴンズ所属
- たま子 - プロレスラー